# Campeonato Mundial de Waterpolo Masculino de 2025
El XXII Campeonato Mundial de Waterpolo Masculino se celebró en Singapur entre el 12 y el 24 de julio de 2025 dentro del XXII Campeonato Mundial de Natación. El evento fue organizado por la Federación Internacional de Natación (FINA) y la Federación Singapurense de Natación.
Los partidos se disputaron en el OCBC Aquatic Centre de la capital singapurense.
Originalmente, el campeonato iba a ser realizado en Kazán (Rusia), pero debido a la invasión rusa de Ucrania, la FINA canceló esta sede.
Un total de dieciséis selecciones nacionales afiliadas a World Aquatics compitieron por el título mundial, cuyo anterior portador era el equipo de Croacia, vencedor del Mundial de 2024. 
La selección de España se adjudicó su cuarto título mundial al derrotar en la final al equipo de Hungría con un marcador de 15-13. En el partido por el tercer puesto el conjunto de Grecia venció al de Serbia.

## Clasificación
| Competición             | Fecha                                         | Sede                            | Plazas | Equipos clasificados          |
| ----------------------- | --------------------------------------------- | ------------------------------- | ------ | ----------------------------- |
| País anfitrión          | –                                             | –                               | 1      | Singapur                      |
| Juegos Olímpicos        | 28 de julio – 11 de agosto de 2024            | París ( Francia)                | 3      | Croacia Serbia Estados Unidos |
| Copa Mundial            | 18 de diciembre de 2024 – 13 de abril de 2025 | Podgorica · ( Montenegro)       | 3      | Hungría Grecia España         |
| Campeonato Europeo      | 4 – 16 de enero de 2024                       | Dubrovnik y Zagreb · ( Croacia) | 3      | Italia Montenegro Rumanía     |
| Campeonato Panamericano | 20 – 26 de npviembre de 2024                  | Ibagué · ( Colombia)            | 2      | Brasil Canadá                 |
| Campeonato Asiático     | 25 de febrero – 2 de marzo de 2025            | Zhaoqing ( China)               | 2      | China Japón                   |
| África                  | –                                             | –                               | 1      | Sudáfrica                     |
| Oceanía                 | –                                             | –                               | 1      | Australia                     |
| TOTAL                   |                                               |                                 | 16     | 16                            |

## Grupos
| Grupo A   | Grupo B   | Grupo C        | Grupo D    |
| --------- | --------- | -------------- | ---------- |
| Italia    | Australia | Singapur       | Grecia     |
| Serbia    | España    | Canadá         | China      |
| Rumanía   | Hungría   | Brasil         | Montenegro |
| Sudáfrica | Japón     | Estados Unidos | Croacia    |

## Calendario
| FP | Fase preliminar | 1/8 | Clasificación a cuartos de final | 1/4 | Cuartos de final | 1/2 | Semifinales | F | Finales |

| Julio de 2025          | 12 Sáb | 13 Dom | 14 Lun | 15 Mar | 16 Mié | 17 Jue | 18 Vie  | 19 Sáb | 20 Dom  | 21 Lun | 22 Mar  | 23 Mié | 24 Jue |
| ---------------------- | ------ | ------ | ------ | ------ | ------ | ------ | ------- | ------ | ------- | ------ | ------- | ------ | ------ |
| Fase (no. de partidos) | FP (8) |        | FP (8) |        | FP (8) |        | 1/8 (4) |        | 1/4 (4) |        | 1/2 (2) |        | F (2)  |

## Fase preliminar
- Todos los partidos en la hora local de Singapur (UTC+8).

### Grupo A
| Equipo    | J | G | GP | PP | P | GF | GC | DG  | PTS |
| --------- | - | - | -- | -- | - | -- | -- | --- | --- |
| Italia    | 3 | 2 | 1  | 0  | 0 | 62 | 25 | +37 | 8   |
| Serbia    | 3 | 2 | 0  | 1  | 0 | 62 | 29 | +33 | 7   |
| Rumanía   | 3 | 1 | 0  | 0  | 2 | 38 | 41 | -3  | 3   |
| Sudáfrica | 3 | 0 | 0  | 0  | 3 | 12 | 79 | -67 | 0   |

- Resultados

| Fecha | Hora  | Partido   | Partido | Partido   | Resultado |
| ----- | ----- | --------- | ------- | --------- | --------- |
| 12.07 | 09:00 | Serbia    | -       | Sudáfrica | 27-3      |
| 12.07 | 20:45 | Rumanía   | -       | Italia    | 5-17      |
| 14.07 | 10:35 | Sudáfrica | -       | Rumanía   | 5-24      |
| 14.07 | 20:45 | Italia    | -       | Serbia    | 17-16 PEN |
| 16.07 | 13:45 | Italia    | -       | Sudáfrica | 28-4      |
| 16.07 | 16:00 | Serbia    | -       | Rumanía   | 19-9      |

### Grupo B
| Equipo    | J | G | GP | PP | P | GF | GC | DG  | PTS |
| --------- | - | - | -- | -- | - | -- | -- | --- | --- |
| España    | 3 | 3 | 0  | 0  | 0 | 42 | 32 | +10 | 9   |
| Hungría   | 3 | 2 | 0  | 0  | 1 | 50 | 34 | +16 | 6   |
| Japón     | 3 | 1 | 0  | 0  | 2 | 46 | 56 | -10 | 3   |
| Australia | 3 | 0 | 0  | 0  | 3 | 24 | 40 | -16 | 0   |

- Resultados

| Fecha | Hora  | Partido   | Partido | Partido   | Resultado |
| ----- | ----- | --------- | ------- | --------- | --------- |
| 12.07 | 16:00 | España    | -       | Japón     | 22-16     |
| 12.07 | 17:35 | Hungría   | -       | Australia | 18-6      |
| 14.07 | 13:45 | Japón     | -       | Hungría   | 18-23     |
| 14.07 | 16:00 | Australia | -       | España    | 7-10      |
| 16.07 | 10:35 | Australia | -       | Japón     | 11-12     |
| 16.07 | 20:45 | España    | -       | Hungría   | 10-9      |

### Grupo C
| Equipo         | J | G | GP | PP | P | GF | GC | DG  | PTS |
| -------------- | - | - | -- | -- | - | -- | -- | --- | --- |
| Estados Unidos | 3 | 3 | 0  | 0  | 0 | 60 | 22 | +38 | 9   |
| Brasil         | 3 | 1 | 1  | 0  | 1 | 45 | 42 | +3  | 5   |
| Canadá         | 3 | 1 | 0  | 1  | 1 | 49 | 47 | +2  | 4   |
| Singapur       | 3 | 0 | 0  | 0  | 3 | 24 | 67 | -43 | 0   |

- Resultados

| Fecha | Hora  | Partido        | Partido | Partido        | Resultado |
| ----- | ----- | -------------- | ------- | -------------- | --------- |
| 12.07 | 10:35 | Canadá         | -       | Estados Unidos | 9-18      |
| 12.07 | 13:45 | Brasil         | -       | Singapur       | 19-8      |
| 14.07 | 09:00 | Estados Unidos | -       | Brasil         | 16-7      |
| 14.07 | 19:10 | Singapur       | -       | Canadá         | 10-22     |
| 16.07 | 09:00 | Canadá         | -       | Brasil         | 18-19 PEN |
| 16.07 | 19:10 | Singapur       | -       | Estados Unidos | 6-26      |

### Grupo D
| Equipo     | J | G | GP | PP | P | GF | GC | DG  | PTS |
| ---------- | - | - | -- | -- | - | -- | -- | --- | --- |
| Croacia    | 3 | 3 | 0  | 0  | 0 | 48 | 26 | +22 | 9   |
| Montenegro | 3 | 2 | 0  | 0  | 1 | 34 | 30 | +4  | 6   |
| Grecia     | 3 | 1 | 0  | 0  | 2 | 44 | 25 | +19 | 3   |
| China      | 3 | 0 | 0  | 0  | 3 | 19 | 64 | -45 | 0   |

- Resultados

| Fecha | Hora  | Partido    | Partido | Partido    | Resultado |
| ----- | ----- | ---------- | ------- | ---------- | --------- |
| 12.07 | 12:10 | China      | -       | Croacia    | 6-25      |
| 12.07 | 19:10 | Montenegro | -       | Grecia     | 10-9      |
| 14.07 | 12:10 | Grecia     | -       | China      | 26-5      |
| 14.07 | 17:35 | Croacia    | -       | Montenegro | 13-11     |
| 16.07 | 12:10 | China      | -       | Montenegro | 8-13      |
| 16.07 | 17:35 | Grecia     | -       | Croacia    | 9-10      |

## Fase final
- Todos los partidos en la hora local de Singapur (UTC+8).

|  | Clasif. a cuartos | Clasif. a cuartos |         |            | Cuartos de final | Cuartos de final |        |              | Semifinales  | Semifinales |  |  | Final       | Final       |
|  | 18 de julio       | 18 de julio       |         |            | 20 de julio      | 20 de julio      |        |              | 22 de julio  | 22 de julio |  |  | 24 de julio | 24 de julio |
|  |                   |                   |         |            |                  |                  |        |              |              |             |  |  |             |             |
|  |                   |                   |         |            |                  |                  |        |              |              |             |  |  |             |             |
|  |                   |                   |         |            |                  |                  |        |              |              |             |  |  |             |             |
|  | Italia            | 11                |         |            |                  |                  |        |              |              |             |  |  |             |             |
|  | Italia            | 11                | Brasil  | 5          |                  |                  |        |              |              |             |  |  |             |             |
|  |                   | Grecia            | Brasil  | 5          | 17               |                  |        |              |              |             |  |  |             |             |
|  | Grecia            | Grecia            | 17      |            | 17               | Grecia           | 9      |              |              |             |  |  |             |             |
|  | Grecia            |                   | 17      |            |                  | Grecia           | 9      |              |              |             |  |  |             |             |
|  |                   |                   |         | España PEN | 11               |                  |        |              |              |             |  |  |             |             |
|  | España            | 14                |         | España PEN | 11               |                  |        |              |              |             |  |  |             |             |
|  | España            | 14                | Canadá  | 10         |                  |                  |        |              |              |             |  |  |             |             |
|  |                   | Montenegro        | Canadá  | 10         | 5                |                  |        |              |              |             |  |  |             |             |
|  | Montenegro        | Montenegro        | 22      |            | 5                | España           | 15     |              |              |             |  |  |             |             |
|  | Montenegro        |                   | 22      |            |                  | España           | 15     |              |              |             |  |  |             |             |
|  |                   |                   |         | Hungría    | 13               |                  |        |              |              |             |  |  |             |             |
|  | Estados Unidos    | 9                 |         | Hungría    | 13               |                  |        |              |              |             |  |  |             |             |
|  | Estados Unidos    | 9                 | Serbia  | 21         |                  |                  |        |              |              |             |  |  |             |             |
|  |                   | Serbia            | Serbia  | 21         | 14               |                  |        |              |              |             |  |  |             |             |
|  | Japón             | Serbia            | 14      |            | 14               | Serbia           | 18     | Tercer lugar | Tercer lugar |             |  |  |             |             |
|  | Japón             |                   | 14      |            |                  | Serbia           | 18     | Tercer lugar | Tercer lugar |             |  |  |             |             |
|  |                   |                   |         | Hungría    | 19               |                  |        |              |              |             |  |  |             |             |
|  | Croacia           | 12                |         | Hungría    | 19               |                  |        |              |              |             |  |  |             |             |
|  | Croacia           | 12                | Rumanía | 11         |                  |                  | Grecia | 16           |              |             |  |  |             |             |
|  |                   | Hungría           | Rumanía | 11         | 18               |                  | Grecia | 16           |              |             |  |  |             |             |
|  | Hungría           | Hungría           | 15      |            | 18               | Serbia           | 7      |              |              |             |  |  |             |             |
|  | Hungría           |                   | 15      |            |                  | Serbia           | 7      |              |              |             |  |  |             |             |

### Clasificación a cuartos
| Fecha | Hora  | Partido | Partido | Partido    | Resultado |
| ----- | ----- | ------- | ------- | ---------- | --------- |
| 18.07 | 16:00 | Serbia  | -       | Japón      | 21-14     |
| 18.07 | 17:35 | Rumanía | -       | Hungría    | 11-15     |
| 18.07 | 19:10 | Brasil  | -       | Grecia     | 5-17      |
| 18.07 | 20:45 | Canadá  | -       | Montenegro | 10-22     |

### Cuartos de final
| Fecha | Hora  | Partido        | Partido | Partido    | Resultado |
| ----- | ----- | -------------- | ------- | ---------- | --------- |
| 20.07 | 16:00 | Italia         | -       | Grecia     | 11-17     |
| 20.07 | 17:35 | España         | -       | Montenegro | 14-5      |
| 20.07 | 19:10 | Estados Unidos | -       | Serbia     | 9-14      |
| 20.07 | 20:45 | Croacia        | -       | Hungría    | 12-18     |

### Semifinales
| Fecha | Hora  | Partido | Partido | Partido | Resultado |
| ----- | ----- | ------- | ------- | ------- | --------- |
| 22.07 | 17:35 | Grecia  | -       | España  | 9-11 PEN  |
| 22.07 | 21:35 | Serbia  | -       | Hungría | 18-19     |

### Tercer lugar
| Fecha | Hora  | Partido | Partido | Partido | Resultado |
| ----- | ----- | ------- | ------- | ------- | --------- |
| 24.07 | 20:00 | Grecia  | -       | Serbia  | 16-7      |

### Final
| Fecha | Hora  | Partido | Partido | Partido | Resultado |
| ----- | ----- | ------- | ------- | ------- | --------- |
| 24.07 | 21:35 | España  | -       | Hungría | 15-13     |

### Partidos de clasificación
13.º a 16.º lugar
| Fecha | Hora  | Partido   | Partido | Partido   | Resultado |
| ----- | ----- | --------- | ------- | --------- | --------- |
| 18.07 | 09:00 | Sudáfrica | -       | Australia | 4-27      |
| 18.07 | 10:35 | Singapur  | -       | China     | 8-21      |

Decimoquinto lugar
| Fecha | Hora  | Partido   | Partido | Partido  | Resultado |
| ----- | ----- | --------- | ------- | -------- | --------- |
| 20.07 | 09:00 | Sudáfrica | -       | Singapur | 13-14     |

Decimotercer lugar
| Fecha | Hora  | Partido   | Partido | Partido | Resultado |
| ----- | ----- | --------- | ------- | ------- | --------- |
| 20.07 | 10:35 | Australia | -       | China   | 16-9      |

9.º a 12.º lugar
| Fecha | Hora  | Partido | Partido | Partido | Resultado |
| ----- | ----- | ------- | ------- | ------- | --------- |
| 20.07 | 12:10 | Japón   | -       | Brasil  | 22-11     |
| 20.07 | 13:45 | Rumanía | -       | Canadá  | 18-12     |

Undécimo lugar
| Fecha | Hora  | Partido | Partido | Partido | Resultado |
| ----- | ----- | ------- | ------- | ------- | --------- |
| 22.07 | 09:00 | Brasil  | -       | Canadá  | 11-16     |

Noveno lugar
| Fecha | Hora  | Partido | Partido | Partido | Resultado |
| ----- | ----- | ------- | ------- | ------- | --------- |
| 22.07 | 10:35 | Japón   | -       | Rumanía | 20-19 PEN |

5.º a 8.º lugar
| Fecha | Hora  | Partido        | Partido | Partido    | Resultado |
| ----- | ----- | -------------- | ------- | ---------- | --------- |
| 22.07 | 16:00 | Italia         | -       | Montenegro | 8-12      |
| 22.07 | 20:00 | Estados Unidos | -       | Croacia    | 9-14      |

Séptimo lugar
| Fecha | Hora  | Partido | Partido | Partido        | Resultado |
| ----- | ----- | ------- | ------- | -------------- | --------- |
| 24.07 | 16:00 | Italia  | -       | Estados Unidos | 9-8       |

Quinto lugar
| Fecha | Hora  | Partido    | Partido | Partido | Resultado |
| ----- | ----- | ---------- | ------- | ------- | --------- |
| 24.07 | 17:35 | Montenegro | -       | Croacia | 13-19     |

## Medallero
| España | Hungría | Grecia |
| Unai Aguirre Unai Biel Alejandro Bustos Sánchez Sergi Cabañas Pegado Biel Gomila Faiges Álvaro Granados Ortega Marc Larumbe Gonfaus Eduardo Lorrio Alberto Munárriz Felipe Perrone Bernat Sanahuja Roger Tahull Miguel de Toro Fran Valera | Dániel Angyal Gergely Burián Kristóf Csoma Gergő Fekete Péter Kovács Krisztián Manhercz Márton Mizsei Erik Molnár Ádám Nagy Ákos Nagy Márton Vámos Vendel Vigvári Vince Vigvári Zsombor Vismeg | Ioannis Alafragkis Emmanuíl Andreadis Stylianós Argyrópulos Nikólaos Gardikas Nikólaos Guilas Konstantinos Guiuvetsis Efstathios Kaloyerópulos Konstantinos Kákaris Dimitrios Nikolaídis Nikólaos Papanikolau Eványelos Puros Dimitrios Skumpakis Panayotis Tzortzatos Konstantinos Yeniduniás |
| David Martín Lozano (seleccionador) | Zsolt Varga (seleccionador) | Theodoros Vlajos (seleccionador) |

## Estadísticas

### Clasificación general
| 1. España         |
| 2. Hungría        |
| 3. Grecia         |
| 4. Serbia         |
| 5. Croacia        |
| 6. Montenegro     |
| 7. Italia         |
| 8. Estados Unidos |
| 9. Japón          |
| 10. Rumanía       |
| 11. Canadá        |
| 12. Brasil        |
| 13. Australia     |
| 14. China         |
| 15. Singapur      |
| 16. Sudáfrica     |

### Máximos goleadores
| Núm. | Nombre                 | Selección      | Goles | Tiros | %    | Partidos jugados |
| ---- | ---------------------- | -------------- | ----- | ----- | ---- | ---------------- |
| 1    | Reuel D'Souza          | Canadá         | 26    | 45    | 58 % | 6                |
| 2    | Dušan Mandić           | Serbia         | 23    | 40    | 58 % | 7                |
| 2    | Yusuke Inaba           | Japón          | 23    | 48    | 47 % | 6                |
| 4    | Álvaro Granados Ortega | España         | 21    | 52    | 40 % | 6                |
| 5    | Bernat Sanahuja        | España         | 20    | 42    | 48 % | 6                |
| 6    | Vlad-Luca Georgescu    | Rumanía        | 17    | 35    | 49 % | 6                |
| 6    | Taiyo Watanabe         | Japón          | 17    | 36    | 46 % | 6                |
| 8    | Luka Bukić             | Croacia        | 16    | 26    | 62 % | 6                |
| 8    | Andrei Neamțu          | Rumanía        | 16    | 27    | 59 % | 6                |
| 10   | Nathan Power           | Australia      | 15    | 26    | 58 % | 5                |
| 10   | Ryder Dodd             | Estados Unidos | 15    | 33    | 45 % | 6                |
| 10   | Filip Gardašević       | Montenegro     | 15    | 36    | 42 % | 7                |
| 10   | Lucas Andrade          | Brasil         | 15    | 38    | 39 % | 6                |

Fuente: 